# Morfina (novela)
Morfina es un relato de Mijaíl Bulgákov que fue escrito en 1921 y publicado por vez primera en 1926 en la revista Meditsinkii Rabotnik. 
Aunque a veces se incluye dentro de la antología de los Relatos de un joven médico, lo cierto es que el tema y la forma varían significativamente respecto de otras narraciones. "Morfina" es el primer relato en el que Bulgákov utiliza una estructura doble, dos narradores, y una historia dentro de otra historia, técnicas que, con los años, manejará con una notable maestría en sus obrasEl maestro y Margarita. 
```
En narratología, el sueño es un fantástico recurso que permite jugar con los planos y las realidades como ningún otro sistema verbal, y en esa suspensión de la realidad cotidiana, los personajes y los hechos se desdoblan, lo que permite introducir elementos que, de otra forma, parecerían no encajar en la trama. por otra parte, el sueño ha sido desde siempre la metáfora más común para la muerte, por la similitud aparente de ambos estados, y coincidiendo muerte y sueño en la pérdida de consciencia y en el abandono del ser humano de su arraigo social (lo del subconsciente vendrá más tarde), la literatura ha abundado en el tratamiento de ambos.
```

El triste personaje de Morfina nos presenta el sueño inducido en el que se sume quien se evade de esta realidad para instalarse en otra paralela. No es un sueño en toda regla, ciertamente, sino algo más parecido a un estado de irrealidad, a una suspensión del juicio, una vía de salida en la que, mediante la morfina, se encuentra el sueño donde antes no había más que insomnio, la felicidad donde antes había tristeza y la paz donde reinaba la inquietud. Esta ensoñación inducida irá mostrando poco a poco su aspecto más cruel, empujando insensible pero pertinazmente al héroe contra los límites de lo humano.
Además del valor intrínseco que pueda tener la descripción de las fases de la adicción y de las visiones obsesivas, este sueño inducido, esta evasión forzada es un poderosísimo recurso literario para desdoblar al personaje en dos, para introducir derivas ajenas a la trama, que en el caso del detallado diario del doctor Poliakov incluyen recuerdos, obsesiones, miedos y hasta ciertos devaneos musicales. Poco sabemos de Poliakov en su vida cotidiana, porque el personaje lo es en tanto que nos narra su relación con la morfina. Sus sueños y sus visiones nos dan cuenta del trasfondo y pretenden explicar el por qué, aunque también encontremos visiones delirantes, crípticas e irracionales que contribuyen a dar una idea de la confusión y el delirio en que ya se encuentra sumido.
Morfina está basado en la experiencia vital del propio autor, que se convirtió en adicto tras prescribírsela él mismo como remedio paliativo frente a los padecimientos que le provocaba una difteria que contrajo al practicar una traqueotomía en el pueblo de Nikolskoie. Bulgákov logró superar la adicción, según confiesa, gracias a la ayuda de su mujer y a un largo proceso de desintoxicación a su regreso a Kiev, donde pasó todo un año disminuyendo progresivamente las dosis. Sin embargo, lejos de ser una mera descripción de un proceso clínico, como los breves Relatos de un joven médico, el relato se convirtió en una larga reflexión sobre la soledad y el aislamiento a los que Bulgákov se veía forzado por su adicción, y sobre la culpa aparejada al proceso de degradación moral en el que se veía inmerso.